# Несін Віталій Леонідович
Віталій Леонідович Несін (нар. 23 лютого 1984, Каховка, УРСР — пом. 22 грудня 2004, Нова Каховка, Україна) — український футболіст. Нападник.
Вихованець каховського футболу, займався в дніпропетровському УФК. Професійну кар'єру розпочав у дніпропетровському «Дніпрі». У 2002 році виступав в оренді за київському «Динамо». Вважався одним з найперспективніших футболістів України. Став одним з найкращих гравців на турнірі пам'яті Валентина Гранаткіна. Виступав за юнацьку та молодіжну збірну України. У 2003 році виступав в оренді за «Борисфен». Після цього перебував на перегляді в російських клубах «Динамо» і «Ростов». У 2004 році став гравцем полтавської «Ворскли-Нафтогаз». 22 грудня помер в лікарні міста Нова Каховка, після того як потрапив в дорожньо-транспортну пригоду.

## Клубна кар'єра

### Ранні роки
У шість років батьки відвели його в дитячо-юнацьку спортивну школу з рідної Каховки, перший тренер — В. Г. Воронін. Після цього займався у тренера С. В. Корольського, під керівництвом якого досяг перших успіхів у дитячо-юнацькому футболі. Брав участь в обласних змаганнях, змагання на приз клубу «Шкіряний м'яч». Після закінчення сьомого класу ЗОШ № 3, Віталій продовжив навчання в дніпропетровському Училище фізичної культури, тренував там Валентин Нападенський. Також разом з ним займався Євген Ширяєв.

### «Дніпро» та «Динамо»
У червні 2001 року розпочав виступати в «Дніпрі-2» та «Дніпрі-3», в Першій і Другій лізі України. При тренері Миколі Федоренко він почав потрапляти в заявку на матчі Вищій лізі. Після цього «Дніпро» очолив Євген Кучеревський і зробив ставку на досвідчених футболістів. Віталій спільної мови з Кучеревським не знайшов. Проте при Кучеревського Несін дебютував у Вищій лізі 8 квітня 2002 року в матчі проти київського «Арсеналу» (0:1), Віталій вийшов на 46 хвилині замість Сергія Косілова. У сезоні 2001/02 років разом з «Дніпром» дійшов до півфіналу Кубка України, де клуб програв донецькому «Шахтарю» (2:1). Несін вважався одним з найперспективніших футболістів України. Всього за «Дніпро» в Кубку Несін провів 3 матчі, причому у всіх поєдинках він грав по одному тайму.
Так як у «Дніпрі» у нього не склалися стосунки з Кучеревським, він був відданий в оренду гранду українського футболу київським «Динамо» в червні 2002 року, причому на запрошення самого Валерія Лобановського. Але в травні 2002 року Лобановський помер. Після від'їзду в «Динамо» Кучеревський сказав — «У хлопця дах потік від авансів, виданих в ранньому віці». Головний директор «Дніпра» Андрій Стеценко, заявив що «Динамо» пропонувало обміняти Несіна на Олега Венглінського. Також у Несіна була пропозиції від донецького «Шахтаря», де працював Микола Федоренко, знайомий Віталію по «Дніпру». Віталій потрапив в заявку Олексія Михайличенка на кваліфікацію Ліги чемпіонів, але в турнірі не зіграв. В основі «Динамо» йому закріпитися не вдалося, тому Несін виступав за «Динамо-2» у Першій лізі, де провів 9 матчів. Причому у всіх зустрічах він виходив на заміну. Взимку 2003 року повернувся до «Дніпра», де знову виступав за «Дніпро-2». Причиною гри у другій команді стала незадовільна спортивна форма.

### «Борисфен» та «Ворскла»
Влітку 2003 року відданий в піврічну оренду новачкові Вищої ліги бориспільському «Борисфену», також разом з ним в клуб вирушили інші партнери по «Дніпру» — Олег Карамушка та Юрій Слабишев. У команді дебютував 17 липня 2003 року в матчі проти запорізького «Металурга» (1:0), Несін розпочав матч в основі, але на 68 хвилині він був замінений на Юрія Слабишева. За півроку в «Борисфені» у Вищій лізі він зіграв 10 матчів, причому в жодному з цих поєдинків не зіграв повні 90 хвилин. Також провів 1 матч за «Борисфен-2» у другій лізі чемпіонату України проти тернопільської «Ниви» (3:0), Несін вийшов у другому таймі замість Максима Стадника. У грудні 2003 року Віталій вирушив на перегляд в московське «Динамо», де тренером тоді був Ярослав Гржебик. Після одного з тренувальних матчів проти турецького «Різеспора» (0:2 — на користь турків), головний тренер Ярослав Гржебик відзначив гру Віталія Несіна.
|                   | Український нападник Несін — швидкісний гравець, який уміє виконувати на полі великий обсяг роботи. У матчі з турками він запам'ятався своїми нестандартними, оригінальними рішеннями |
| — Ярослав Гржебик | |

У лютому 2004 року полетів разом з «Динамо» на збір в Німеччині. У березні 2004 року було повідомлено, що «Динамо» не придбає Віталія через недомовленості з «Дніпром» про суму трансферу. Влітку 2004 року провів 2 матчі та відзначився 2 голами в аматорському чемпіонаті України за КЗЕСО з Каховки. У червні 2004 року Несін побував на перегляді в російському «Ростові».
30 липня 2004 року Несін підписав контракт з полтавською «Ворсклою-Нафтогаз», де тренером був Володимир Мунтян. 6 серпня його було офіційно представлено в конференц-залі клубу, Несін взяв собі 39-й номер, також було повідомлено що Віталій підписав дворічний контракт. У команді дебютував 1 серпня 2004 року в виїзному матчі проти криворізького «Кривбасу» (1:0), Несін відіграв весь поєдинок. У «Ворсклі» Віталій Несін став основним гравцем, хоча в команді так і не відзначився забитим м'ячем. Зіграв у першій половині сезону 2004/05 років повні 11 матчів у Вищій лізі та 2 матчі в Кубку України. Хоча Несін і був основним гравцем, головний тренер Володимир Мунтян залишився незадоволений його грою.
|                    | Як і раніше ніяк не може знайти себе Несін — футболіст, багато забивав в юнацькому футболі. За своєю працездатності, за швидкісними якостями — він один з найкращих в команді, але форвард повинен ще й забивати голи |
| — Володимир Мунтян | |

## Кар'єра в збірній
Виступав за юнацьку та молодіжну збірну України. У 2002 році на турнірі пам'яті Валентина Гранаткіна в Санкт-Петербурзі, Несін став найкориснішим гравцем, також виступав з капітанською пов'язкою. Україна завоювала бронзові медалі, в матчі за 3-є місце «жовто-блакитні» обіграли Білорусь (0:1). Несін отримав шанс поїхати на молодіжний чемпіонат світу 2005 в Катарі.

## Досягнення

### Клубні
- Перша ліга України
  -  Бронзовий призер (1): 2003

- Кубок України
  - 1/2 фіналу (1): 2002

### У збірній
- Меморіал Гранаткіна
  -  Бронзовий призер (1): 2001

### Індивідуальні
- Найкращий гравець Меморіалу Валентина Гранаткіна: 2001
- Найкращий бомбардир Меморіалу Валентина Гранаткіна: 2001

## Смерть
21 грудня 2004 року потрапив в автомобільну катастрофу. Несін їхав в машині свого друга на задньому сидінні в гості до матері, для якої вже купив торт. Поруч знаходилися дружина й дитина друга Несіна, вони загинули на місці аварії. Віталія доставили в коматозному стані в районну лікарню міста Нова Каховка. Віталій втратив багато крові, лікарі добу боролися за його життя. Наступного дня, 22 грудня він помер, не приходячи до тями. Його похорони відбулися в Новій Каховці.
|                    | Минулого року ми пережили трагедію, в автокатастрофі втратили Віталія Несіна, пам'ять якого хотілося б вшанувати хвилиною мовчання. Нехай він не так добре зіграв в першому колі, як міг би, але я переконаний, що цей футболіст мав дуже великий потенціал, який, на жаль, так і не зумів розкрити. Але ж Віталіка викликали на збір молодіжної збірної України, яка в січні планує взяти участь в турнірі в Катарі. |
| — Володимир Мунтян | |

## Пам'ять
Встановлено пам'ятник Віталію Несіну, в каховській дитячо-юнацькій спортивній школі є меморіальна дошка пам'яті Віталія Несіна. Щороку проходить традиційний дитячо-юнацький турнір з футзалу «Меморіал пам'яті вихованця Каховської ДЮСШ футболіста Віталія Несіна». Взимку 2007 року на турнірі грали футболісти 1994—1995 року народження.

## Особисте життя
Батьки — Леонід Іванович Несін і Надія Ярославівна Несіна. Незадовго до смерті Віталій збирався одружитися з дівчиною Яною, сестрою загиблого воротаря Сергія Перхуна. Несін познайомився з Яною в Ялті, де проводив збори з другою командою «Дніпра». Після того як Віталій помер, він приходив уві сні до Яни. Віталій Несін часто їздив до дитячих будинків, купуючи різні подарунки.

## Клубна статистика виступів
| Сезон   | Клуб                       | Ліга                          | Чемпіонат | Чемпіонат | Кубок | Кубок |
| Сезон   | Клуб                       | Ліга                          | Матчі     | Голи      | Матчі | Голи  |
| ------- | -------------------------- | ----------------------------- | --------- | --------- | ----- | ----- |
| 2000/01 | «Дніпро-3»                 | Друга ліга України            | 1         | 0         | —     | —     |
| 2000/01 | «Дніпро-2»                 | Перша ліга України            | 1         | 0         | —     | —     |
| 2001/02 | «Дніпро-3»                 | Друга ліга України            | 13        | 0         | —     | —     |
| 2001/02 | «Дніпро-2»                 | Перша ліга України            | 12        | 0         | —     | —     |
| 2001/02 | «Дніпро» (Дніпропетровськ) | Вища ліга України             | 3         | 0         | 3     | 0     |
| 2002/03 | «Динамо-2» (Київ)          | Перша ліга України            | 9         | 0         | —     | —     |
| 2002/03 | «Дніпро-2»                 | Перша ліга України            | 10        | 1         | —     | —     |
| 2003/04 | «Борисфен-2»               | Друга ліга України            | 1         | 0         | —     | —     |
| 2003/04 | «Борисфен»                 | Вища ліга України             | 11        | 0         | 3     | 0     |
| 2003/04 | КЗЕСО                      | Аматорський чемпіонат України | 2         | 2         | —     | —     |
| 2004/05 | «Ворскла-Нафтогаз»         | Вища ліга України             | 11        | 0         | 2     | 0     |